# Генчо Шулев
Генчо (Георги) Дойчов Шулев е копривщенски поборник от Априлското въстание от 1876 година.
Генчо Шулев е роден в град Копривщица в семейството на абаджия. Наследявайки занаята на баща си, се озовава в Цариград, където покрай търговията открива и нови, по-широки хоризонти за добиване на опит. Тук той се свързва с „истинския книжовен център на хъшовската преса“, както е наричана българската книжарница, управлявана от Иван Говедаров. Внасяните от Румъния каравелови вестници „Свобода“ и „Независимост“ при пътуванията си Генчо Шулев донася в родния си град, а заедно с тях и семената на революцията.
Генчо Дойчов Шулев се завръща в Копривщица малко след пристигането на Панайот Волов в града, през февруари 1876 г. По време на проведеното в къщата на Тодор Каблешков заседание на въстаническия комитет Генчо полага клетва над Евангелието, Разпятиято, пищова и камата пред отец Никола Белчов в името на започнатото дело.
В хода на подготовката на въстанието Шулев поема подсигуряването и доставката на необходимия шаяк за ушиване на въстаническите униформи. Униформите били потапяни във восък и лой, за да станат водонепропускливи. По изработката на мунициите и снаряжението на бунтовниците било ангажирано цялото население на града. Хората участват кой с каквото може – аби, шаяк, медни и калаени съдове и др.
На 18 срещу 19 април 1876 г. е проведено последното мирно съвещание на комитета в къщата на Патьо Млъчков.
На извънредно свиканото заседание на комитета в дома на Рашко Хаджистойчев и в последвалите събития по обявяването на въстанието Генчо Шулев взима дейно участие с оръжие в ръка. Радостта от победата обаче трае кратко време. На 10 май Генчо Шулев е заловен, завързан и откаран пеш в Пловдив, където е изтезаван и бит жестоко. Тук, заедно с Никола Беловеждов, Тодор Душанов, Павел Млъчков, Свещ. Ерчев, Свещ. Белчев, Лука Атанасов, Георги Каменаров и Георги Тиханек, набързо е осъден на смърт. Поради изразеното възмущение в европейската преса тази присъда е отменена. На 10 юли 1876 г., заедно с други единадесет поборници, е осъден на седем години каторга. За назидание на населението седем затворници заедно с него, с провисени на вратовете копия от присъдите им, са разкарвани под стража в центъра на Пловдив.
| Цоко Будин      | бесило       | Копривщица |
| Тодор Душанов   | бесило       | Душанци    |
| Никола Белчов   | бесило       | Копривщица |
| Спас            | бесило       | Пещера     |
| Лука Атанасов   | затвор 15 г. | Копривщица |
| Нешо Попбрайков | затвор 10 г. | Копривщица |
| Патьо Млъчков   | затвор 10 г. | Копривщица |
| Петър Жилков    | затвор 10 г. | Копривщица |
| Генчо Белчев    | затвор 10 г. | Копривщица |
| Никола Илиев    | затвор 10 г. | Копривщица |
| Генчо Шулев     | затвор 7 г.  | Копривщица |

Окован като животно с халка на врата и масивни синджири на 22 август 1876 г., той е откаран в затвора в град Синап в Анадола (днес град Самсун) на брега на Черно море. Заедно с други копривщенски затворници е освободен на 23 март 1878 година. Тогава се отправя за Александрия с намерение да възстанови търговските си дела. Вследствие от мъченията и болестите, придобити от тях по време на заточението, умира в този град.